# 分水岭乡 (武乡县)
分水岭乡是中国的一个乡，位于山西省武乡县西北部，依傍昌源河两岸。有30个自然村。1949年属七区。1953年设分水岭、南关2乡，后改公社。1984年设分水岭乡。为县主要产粮区之一。盛产山药，产量居县之首。有林场、牧场。有中小学15所。乡人民政府41地分水岭，在城关镇西北36公里，昌源河南岸。人口560。因为昌源河与涅河分水岭得名。村民以放牧山羊为主业。太洛公路经过此乡。

## 行政区划
桥头溪乡下辖以下地区：
分水岭村、岩庄村、南关村、司庄村、石盘村、玉品村、石塔村、内义村、保家沟村、会同村和泉之头村。